# Ophir Award/Bester Hauptdarsteller
Ophir Award: Beste Hauptdarsteller

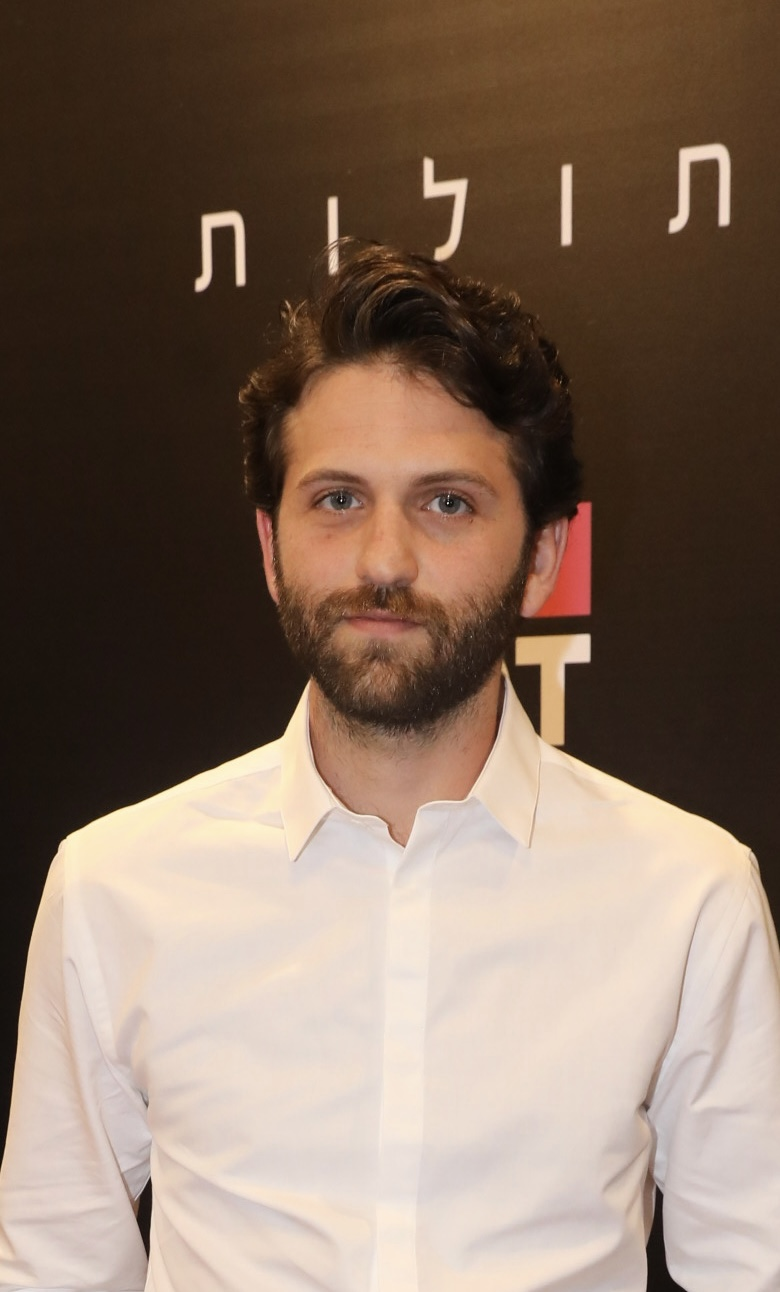
Roy Nik, Gewinner 2023

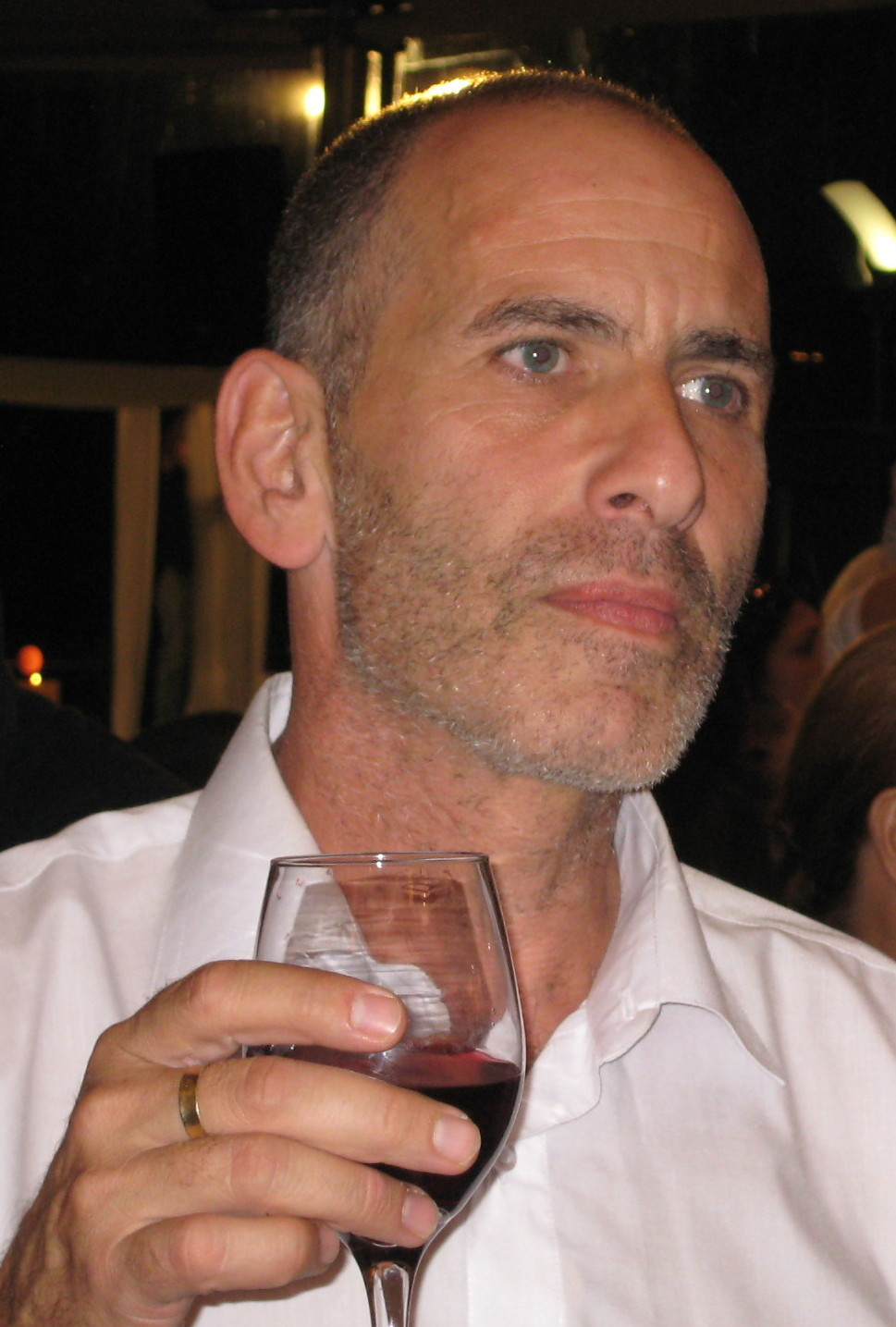
Shai Avivi, Gewinner 2020

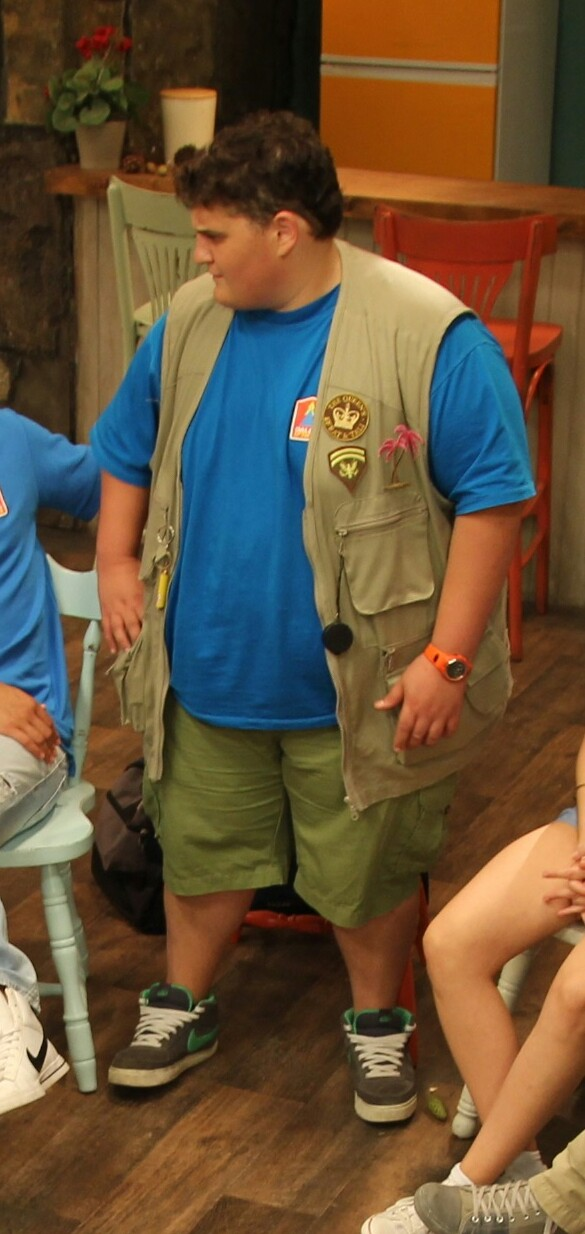
Neve Zur, Gewinner 2018

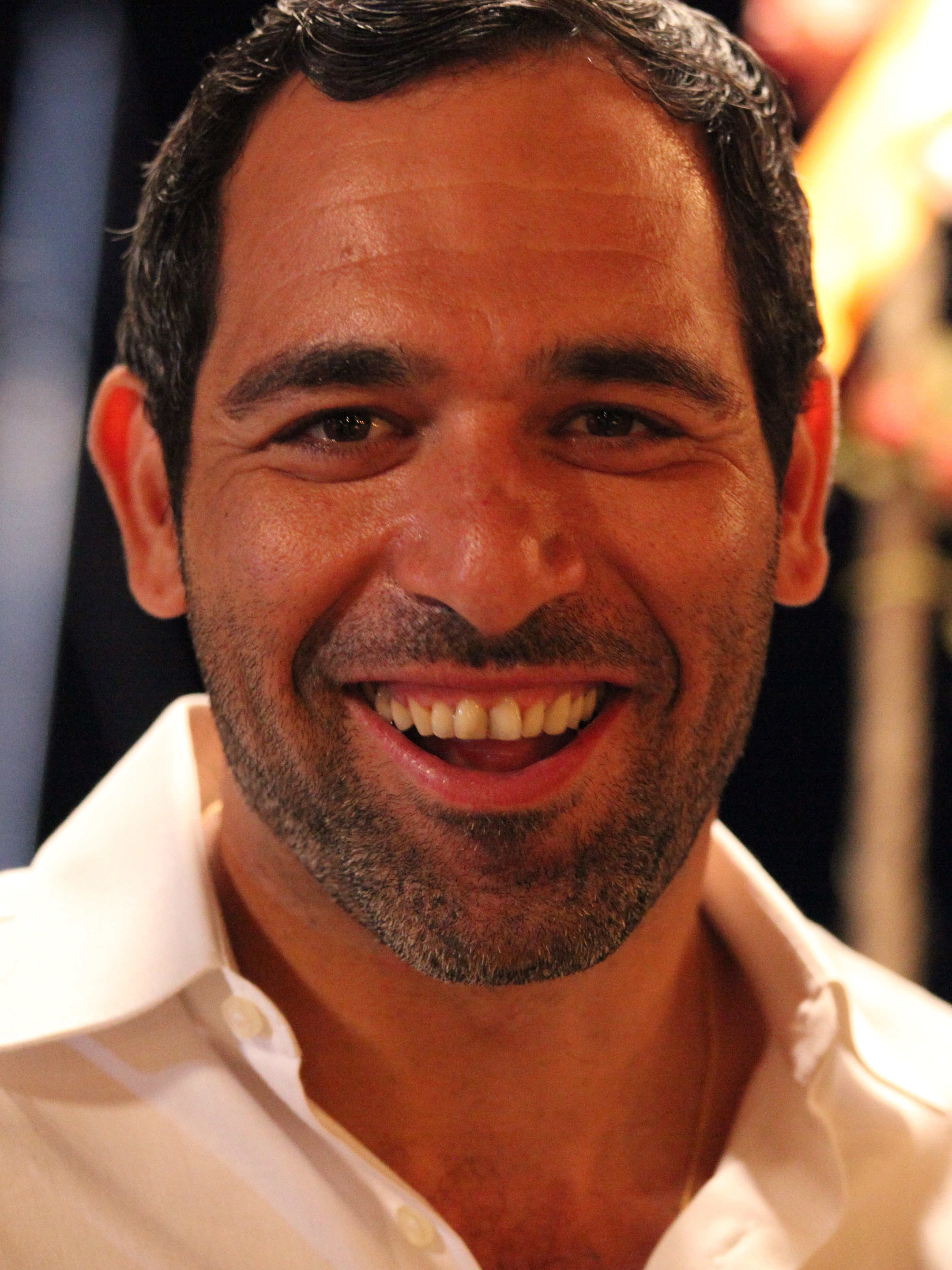
Moris Cohen, Gewinner 2016

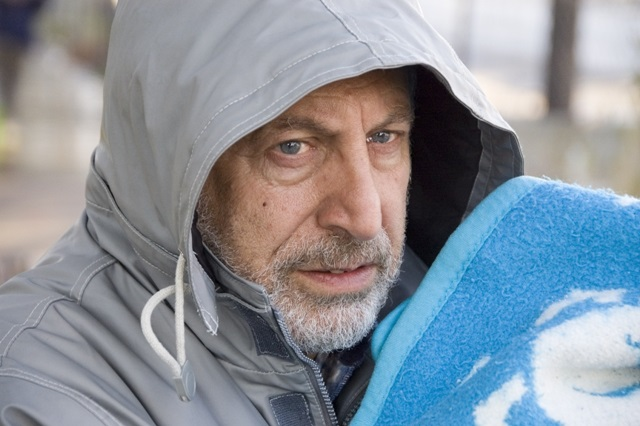
Makream Khoury, Gewinner 2013

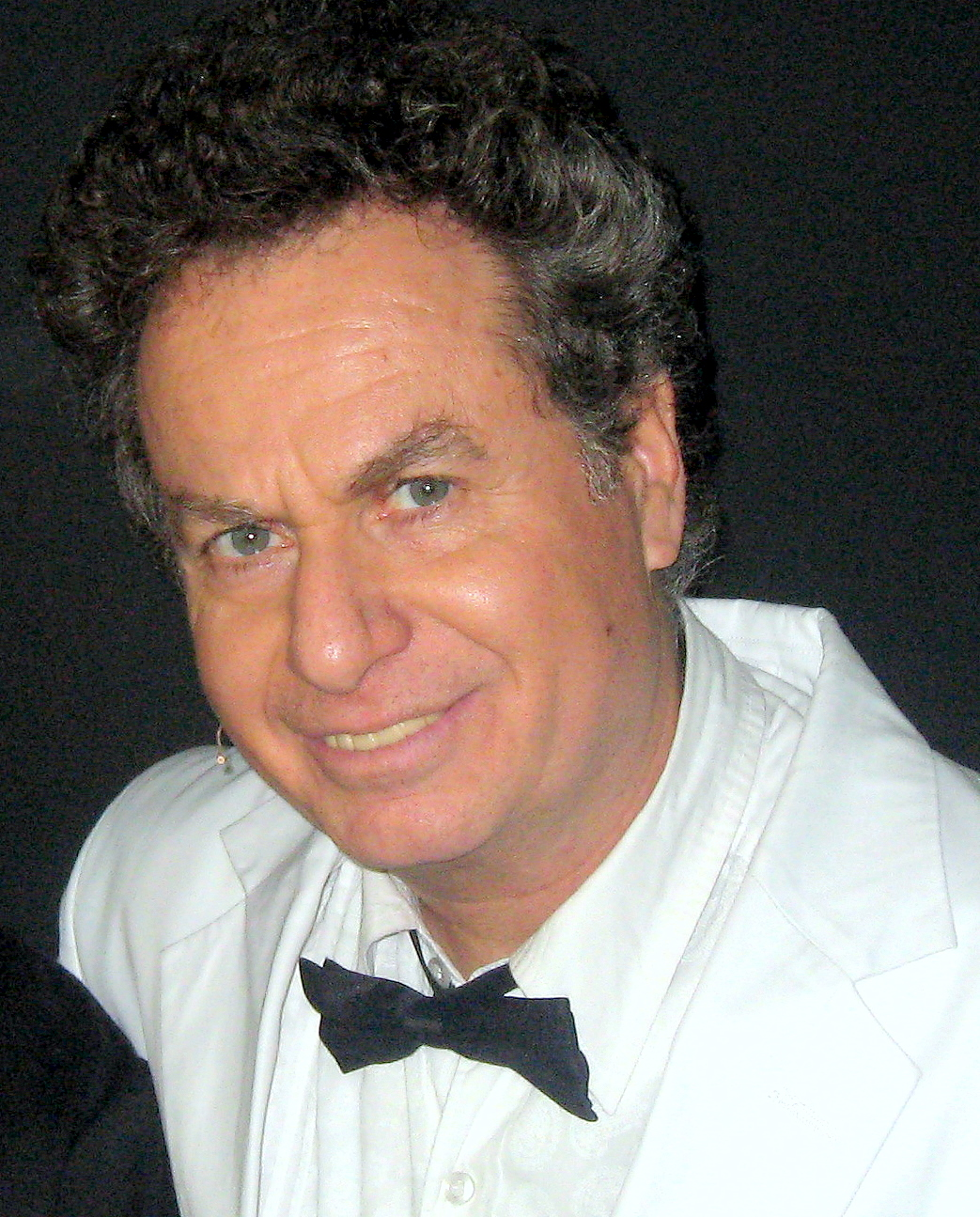
Shlomo Bar-Aba, Gewinner 2011

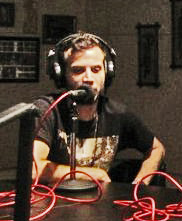
Michael Moshonov, Gewinner 2008

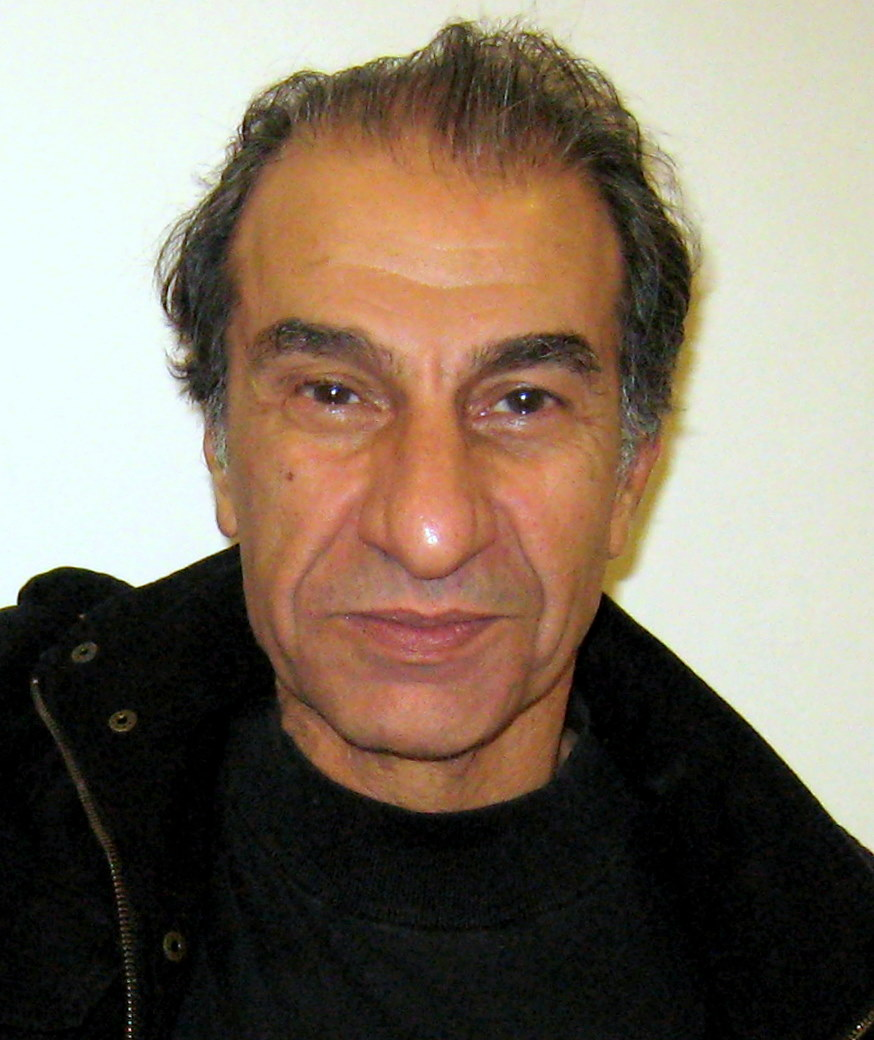
Sasson Gabai, Gewinner 2007, 2022

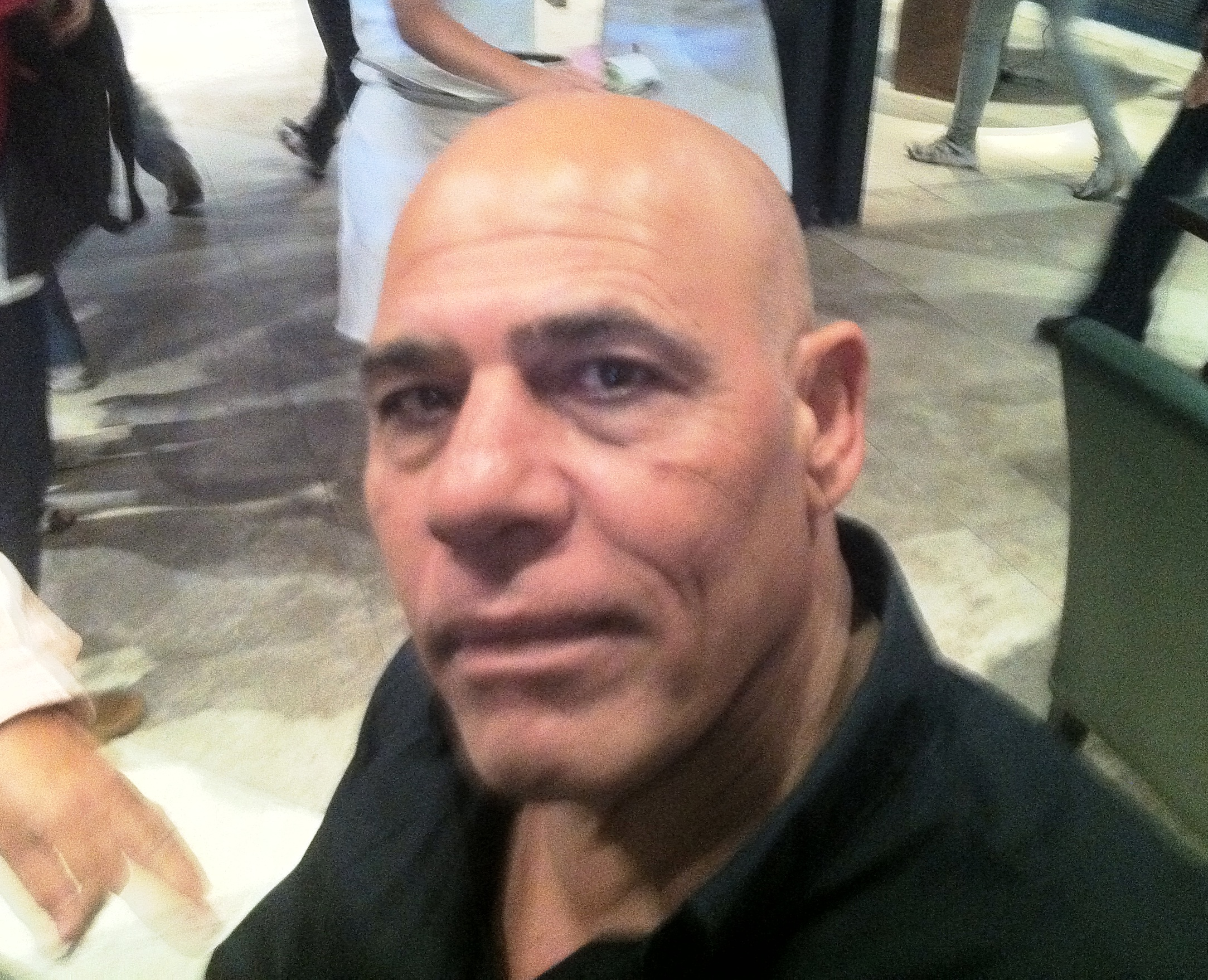
Uri Gavriel, Gewinner 2005

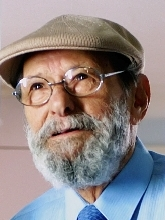
Arieh Elias, Gewinner 2003

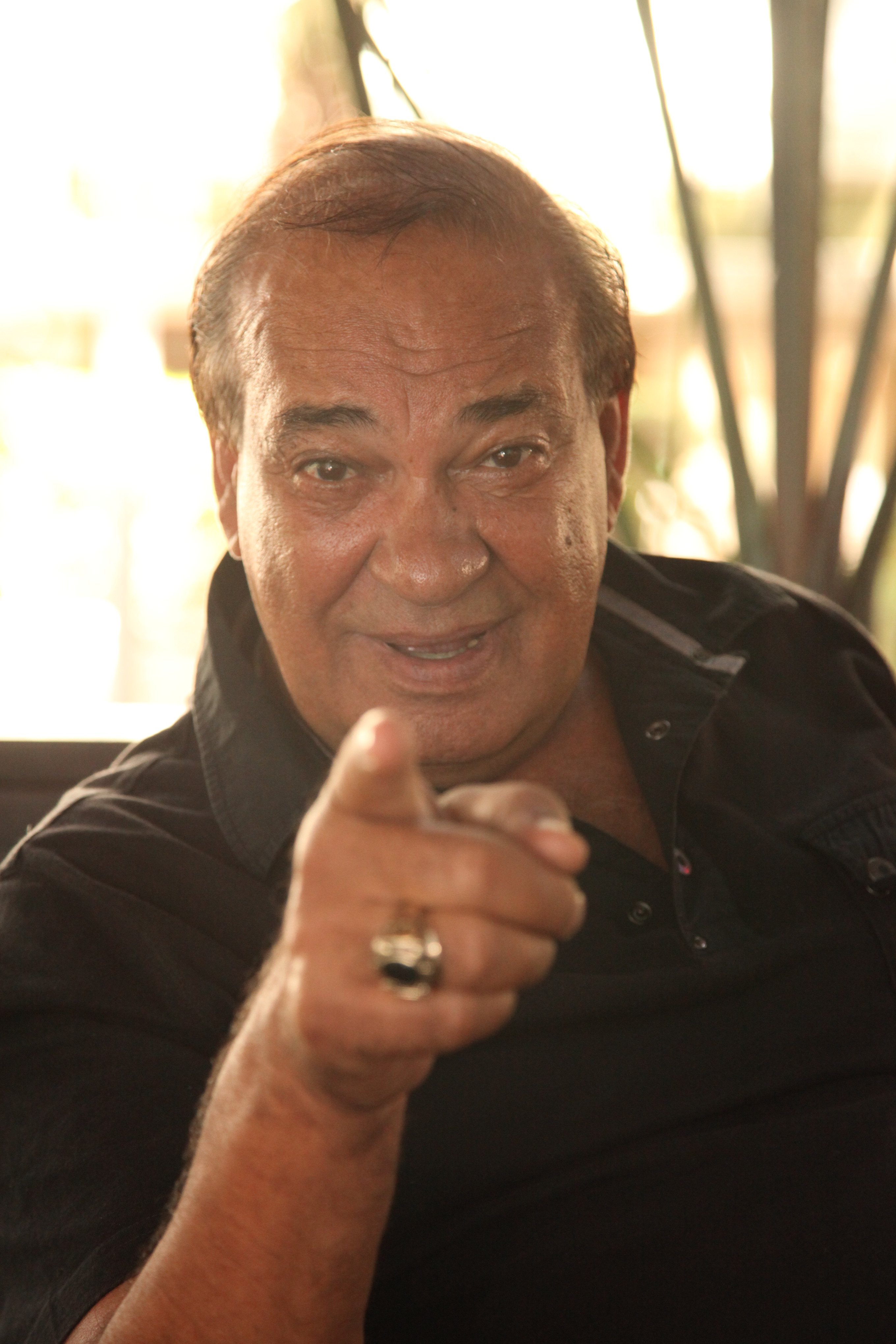
Ze'ev Revach, Gewinner 2002, 2014

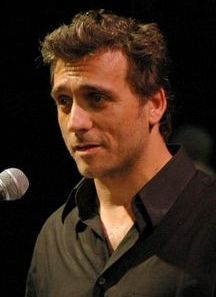
Lior Ashkenazi, Gewinner 2001, 2017

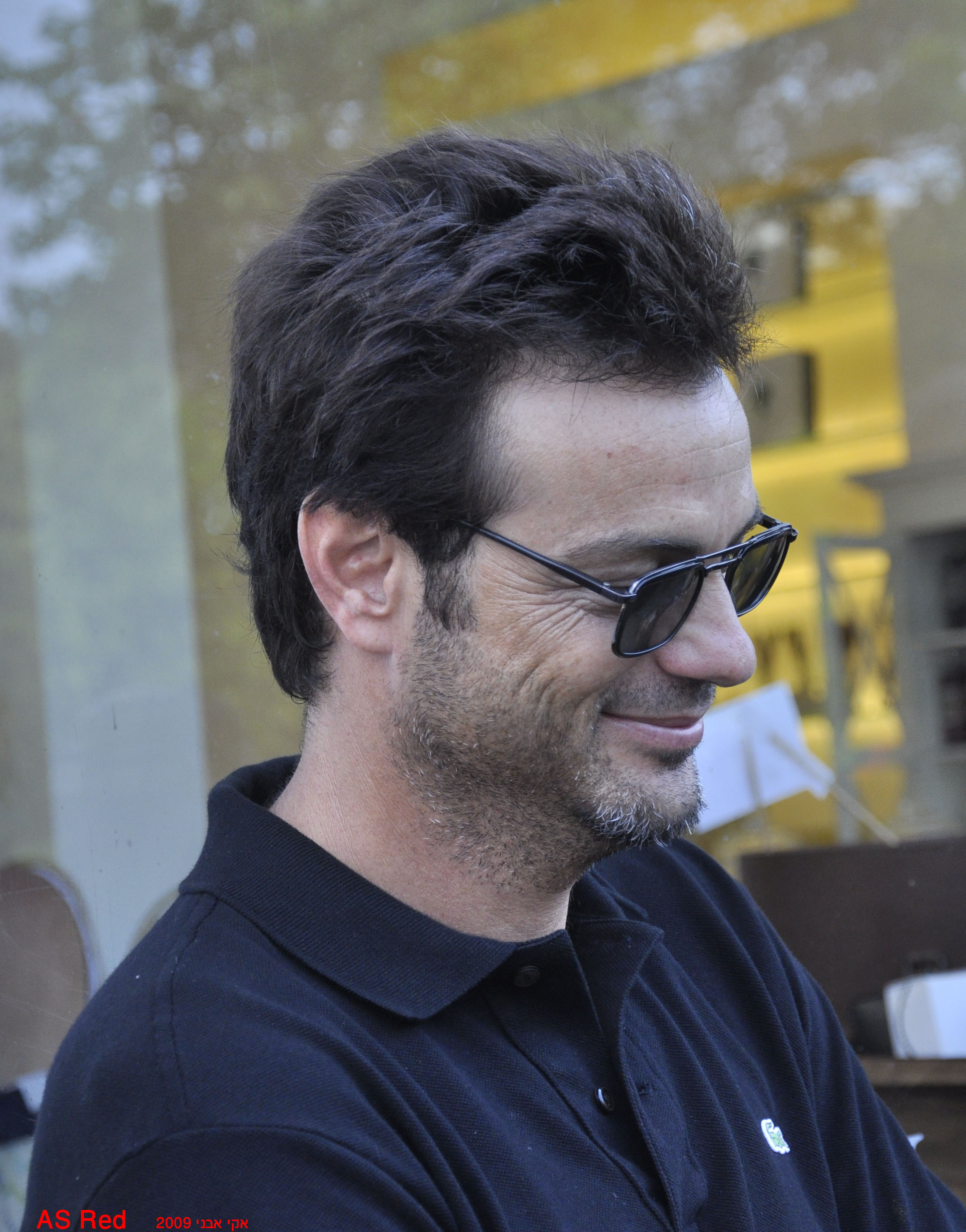
Aki Avni, Gewinner 2000

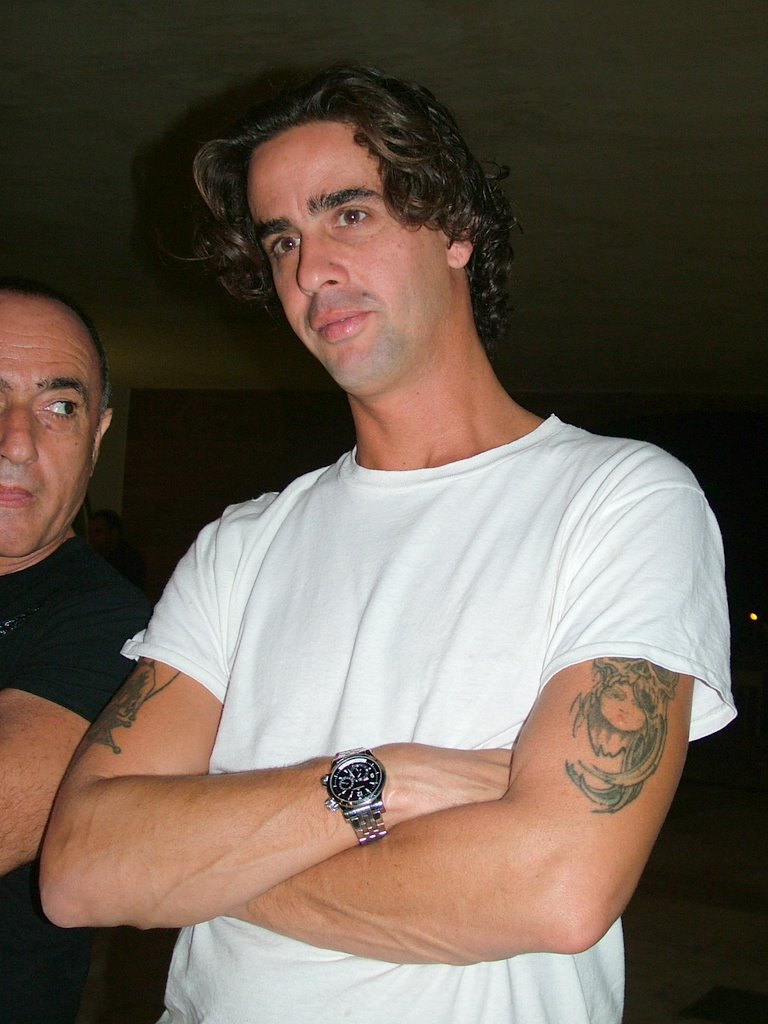
Nir Levy, Gewinner 1999

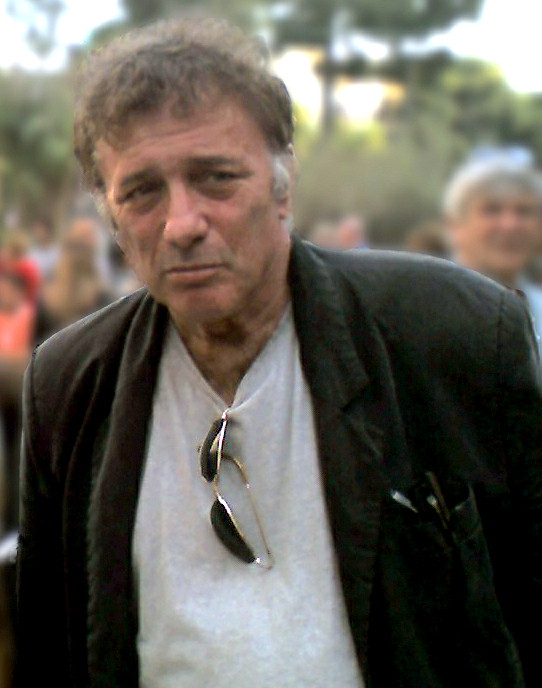
Assi Dayan, Gewinner 1997, 2006

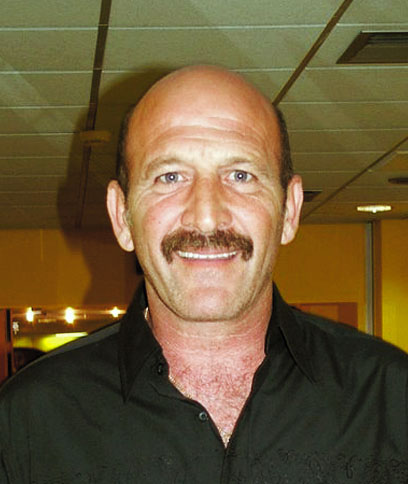
Amos Lavi, Gewinner 1996, 1998

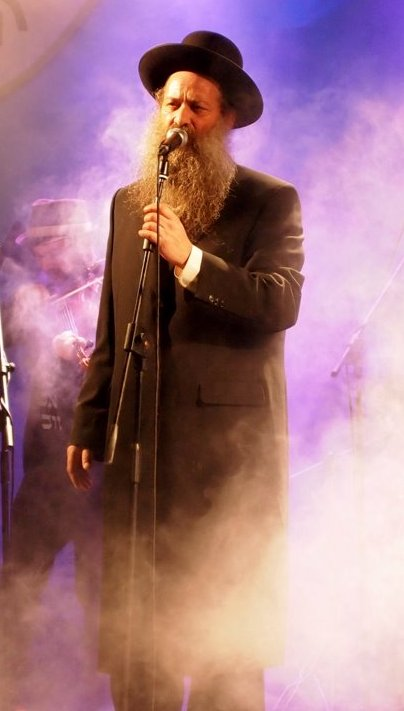
Shuli Rand, Gewinner 1992, 2004

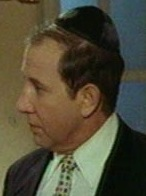
Aryeh Moskona, Gewinner 1991

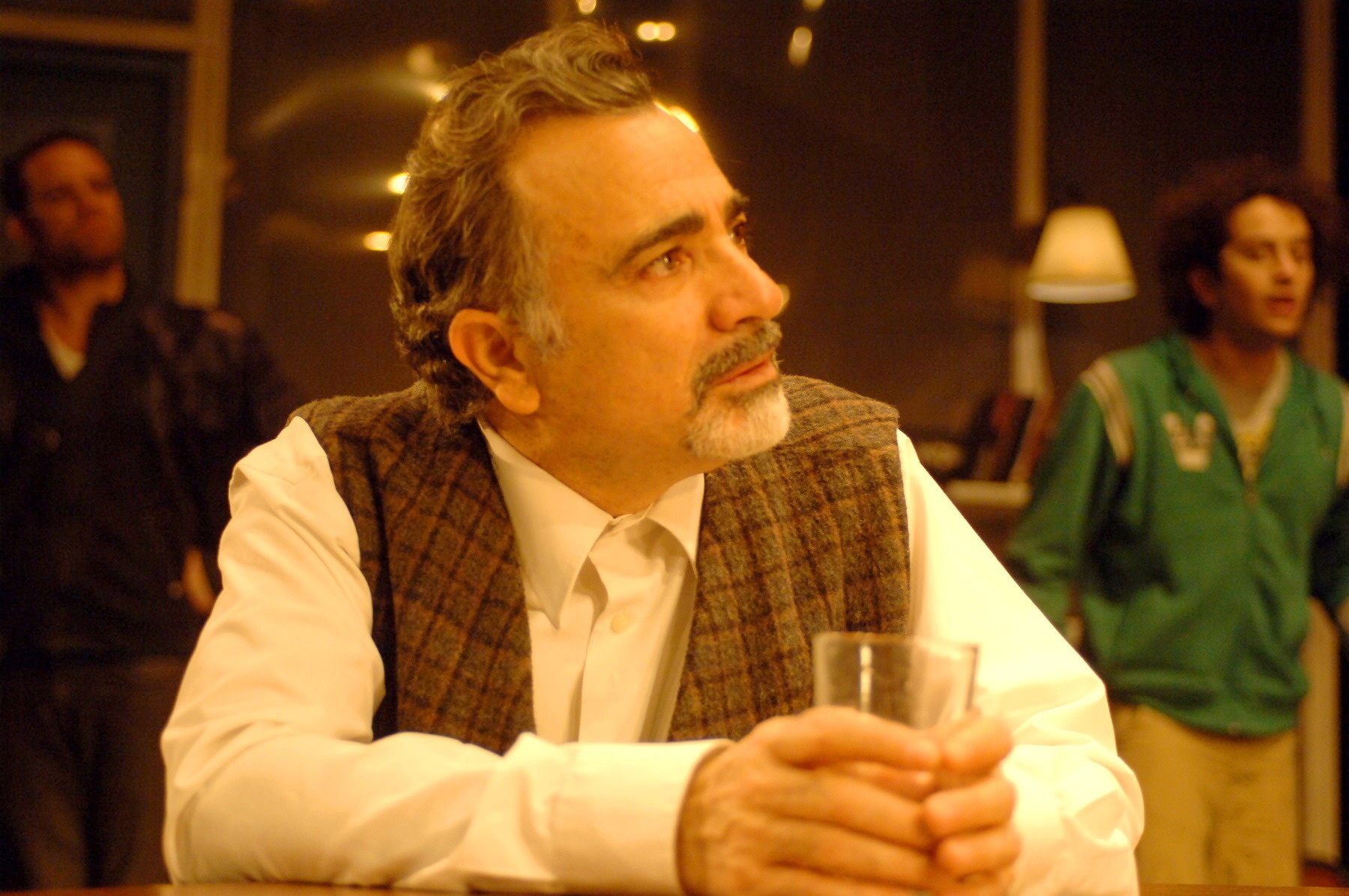
Moshe Ivgy, Gewinner 1990, 1995

Gewinner des israelischen Filmpreises Ophir in der Kategorie Bester Hauptdarsteller (השחקן הראשי הטוב ביותר). Die Israelische Filmakademie (האקדמיה הישראלית לקולנוע וטלוויזיה) vergibt den Preis seit 1990 alljährlich als Auszeichnung für die besten Filmproduktionen und Filmschaffenden vier Monate vor der Verkündung der Oscar-Nominierungen.

## Preisträger
| Jahr | Preisträgerin           | Film                             | Internationaler Titel  | Deutscher Titel                         |
| ---- | ----------------------- | -------------------------------- | ---------------------- | --------------------------------------- |
| 1991 | Moshe Ivgy              | Shuroo                           | Shuroo                 |                                         |
| 1992 | Aryeh Moskona           | Me'ever Layam                    | Beyond the sea         | Over the Ocean                          |
| 1992 | Shuli Rand              | Ha-Chayim Al-Pi Agfa             | Life According to Agfa | Life According to Agfa – Nachtaufnahmen |
| 1993 | Shaul Mizrahi           | Zohar                            |                        |                                         |
| 1994 | Shmil Ben Ari           | Smicha Hashmalit Ushma Moshe     |                        |                                         |
| 1995 | Moshe Ivgy              | Hole Ahava B'Shikun Gimel        |                        |                                         |
| 1996 | Amos Lavi               | Femmes                           |                        |                                         |
| 1997 | Assi Dajan              | Mar Baum                         |                        |                                         |
| 1998 | Amos Lavi               | Zirkus Palestina                 |                        |                                         |
| 1999 | Nir Levy                | Ha-Chaverim Shel Yana            | Yana's Friends         | Yanas Freunde                           |
| 2000 | Aki Avni                | Ha-Hesder                        |                        |                                         |
| 2001 | Lior Ashkenazi          | Hatuna Meuheret                  | Late Marriage          | Hochzeit wider Willen                   |
| 2002 | Ze'ev Revach            | Beitar Provence                  |                        |                                         |
| 2003 | Arieh Elias             | Massa'ot James Be'eretz Hakodesh |                        |                                         |
| 2004 | Shuli Rand              | Ha-Ushpizin                      |                        |                                         |
| 2005 | Uri Gavriel             | Eize Makom Nifla                 | What a Wonderful Place | Willkommen in Israel                    |
| 2006 | Assi Dajan              |                                  | Things Behind the Sun  |                                         |
| 2007 | Sasson Gabai            | Bikur Ha-Tizmoret                | The Band's Visit       | Die Band von nebenan                    |
| 2008 | Michael Moshonov        | Iim avudim                       | Lost Islands           |                                         |
| 2009 | Sasha Avshalom Agrounov | HaBodedim                        |                        |                                         |
| 2010 | Adir Miller             | Paam Hayiti                      |                        | Ein Sommer in Haifa                     |
| 2011 | Shlomo Bar-Aba          | Hearat Shulayim                  | Footnote               |                                         |
| 2012 | Roy Assaf               | Ha-Mashgihim                     |                        |                                         |
| 2013 | Makram Khoury           | Magic Men                        |                        |                                         |
| 2014 | Ze'ev Revach            | Mita Tova                        | The Farewell Party     | Am Ende ein Fest                        |
| 2015 | Roy Assaf               | Eretz Ptzua                      | Wounded Land           |                                         |
| 2016 | Moris Cohen             | Avinu                            | The Bouncer            |                                         |
| 2017 | Lior Ashkenazi          | Foxtrot                          | Foxtrot                | Foxtrot – Der Tanz des Schicksals       |
| 2018 | Neve Zur                | Pere Atzil – Noble Savage        |                        |                                         |
| 2019 | Eran Naim               | Love Trilogy: Chained            |                        |                                         |
| 2020 | Shai Avivi              | Here We Are                      |                        |                                         |
| 2021 | Alex Bakri              | Vayehi Boker                     | Let It Be Morning      |                                         |
| 2022 | Sasson Gabai            | Karaoke                          | Karaoke                |                                         |
| 2023 | Roy Nik                 | Beit                             | Home                   |                                         |

## Nominierungen

### 1993–1999
1993 
Shaul Mizrahi – Zohar
Moshe Ivgy – Nikmato Shel Itzik Finkelstein
 1994 
Shmil Ben Ari – שמיכה חשמלית ושמה משה 
 1995 
Moshe Ivgy – Hole Ahava B'Shikun Gimel
Shmuel Segal – Sahkanim
 1996 
Amos Lavi – נשים 
 1997 
Assi Dajan – Mar Baum
Yehezkel Lazarov – Ha-Dybbuk B'sde Hatapuchim Hakdoshim
Zvika Hadar – Afula Express
Mosko Alkalai – Ein Shemot Al Hadlatot
Suhel Haddad – Die Milchstraße (Shvil Hahalav)
 1998 
Amos Lavi – Zirkus Palestina

Yoram Hattab – Zirkus Palestina
Jonathan Sagall – Kesher Ir
Moshe Ivgy – Dangerous Acts (Mesukenet)
Moshe Ivgy – Tag für Tag (Yom Yom)
Shmil Ben Ari – Agadat Ha'ish Sheshatak
 1999 
Nir Levy – Yanas Freunde (Ha-Chaverim Shel Yana)
Oren Shabo – Tzomet volkan
Danny Steg – Tzur Hadassim
Yoram Hattab – Kadosh

### 2000–2009
2000 
Aki Avni – Ha-Hesder
Moni Moshonov – Besame Mucho
Moshe Ivgy – Haboleshet Hokeret
Mohammed Bakri – Kikar Ha-Halomot
Assi Dajan – Odot Ha-Monitin
 2001 
Lior Ashkenazi – Hochzeit wider Willen (Hatuna Meuheret)
Menashe Noy – Made in Israel
Menashe Noy – Ish HaHashmal
Abraham Celektar – Girafot
 2002 
Ze'ev Revach – Beitar Provence
Juliano Mer-Chamis – Tahara
Guy Loel – Hochmat HaBeygale
Ashraf Barhom – In the 9th Month (BaHodesh HaTeshei)
Victor Ida – The Barbecue People (Ha-Mangalistim)
 2003 
Arieh Elias – Massa'ot James Be'eretz Hakodesh
Oshri Cohen – Ha-Kochavim Shel Shlomi
Yoram Hattab – Ha-Asonot Shel Nina
Yuval Segal – Matana MiShamayim
Gal Zaid – Habiographia Shel Ben
 2004 
Shuli Rand – Ha-Ushpizin
Moshe Ivgy – Medurat Hashevet
Makram Khoury – Die syrische Braut (Ha-Kala Ha-Surit)
Avi Kushnir – Metallic Blues
Lior Ashkenazi – Übers Wasser wandeln (LaLehet Al HaMayim)
Tal Friedman – Shoshelet Schwartz
 2005 
Uri Gavriel – Willkommen in Israel (Eize Makom Nifla)
Adam Hirsch – Bekarov, Yikre Lekha Mashehu Tov
Danny Rotenberg – Janem Janem
Tal Friedman – Muchrachim Lehiyot Same'ach
Makram Khoury – Free Zone
 2006 
Assi Dajan – Things Behind the Sun
Rami Heuberger – Michtavim Le America
Itay Tiran – Forgiveness (Mechilot)
Tomer Steinhof – Sweet Mud – Im Himmel gefangen (Adama Meshuga'at)
Dror Keren – Aviva Ahuvati
 2007 
Sasson Gabai  – Die Band von nebenan (Bikur Ha-Tizmoret)
Oshri Cohen – Beaufort (Bufor)
Gal Zaid – Foul Gesture (Tnu'a Meguna)
Assi Dajan – Hofshat Kaits
Liron Levo – Strangers (Zarim)
 2008 
Michael Moshonov – Lost Islands (Iim avudim)
Moshe Ivgy – Etsba Elohim
Moshe Ivgy – Restless (Hasar menuha)
Albert Iluz – Shiva
Shredi Jabarin – Alles für meinen Vater (Sof Shavua B’Tel Aviv)
 2009 
Sasha Avshalom Agrounov – HaBodedim
Itzik Cohen – Sumo – Eine Frage der Größe (A Matter of Size)
Ofer Shechter – Phobidilia
Dror Keren – Hamesh Shaot me'Pariz
Yoav Donat – Lebanon

### 2010–2019
2010 
Adir Miller – Ein Sommer in Haifa (Paam Hayiti)
Mark Ivanir – Die Reise des Personalmanagers (The Human Resources Manager)
Yoav Rotman – Mabul
Roee Elsberg – Hadikduk HaPnimi
Yossi Pollak – Hitpartzut X
 2011 
Shlomo Bar-Aba – Hearat Shulayim
Tzion Baruch – Ha-Fantazia Ha-Gdola shel Simiko Ha-Katan
Yiftach Klein – Policeman (Ha-shoter)
Gur Bentvich – Orhim le-rega
Sasson Gabai – Boker tov adon Fidelman
 2012 
Roy Assaf – Ha-Mashgihim
Gal Toren – Laredet meha-Etz
Yosef Carmon – Hayouta u'Berl
Eli Finish – Haolam Mats'hik
Uri Gavriel – Balada le'aviv ha'bohe
 2013 
Makram Khoury – Magic Men
Sasson Gabai – Die unüblichen Verdächtigen (Hunting Elephants)
Tzahi Grad – Big Bad Wolves (Mi mefahed mezeev hara)
Alon Abutbul – Makom be-gan eden
Shadi Mar'i – Bethlehem – Wenn der Feind dein bester Freund ist (Bethlehem)
 2014 
Ze'ev Revach – Am Ende ein Fest (Mita Tova)
Neveh Tzur – Emek
Yossi Marshek – Manpower
Menashe Noy – Get – Der Prozess der Viviane Amsalem (Get – Ha'mishpat shel Vivian Amsalem)
Tawfeek Barhom – Mein Herz tanzt (Aravim Rokdim)
 2015 
Roy Assaf – Wounded Land (Eretz Ptzua)
Moshe Ivgy – 90 Minuten – Bei Abpfiff Frieden (Milhemet 90 Hadakot)
Roy Assaf – Hatuna MeNiyar
Assaf Ben-Shimon – Ha'milim ha'tovot
Oded Teomi – Tziporey Hol
 2016 
Moris Cohen – The Bouncer (Avinu)
Shai Avivi – Ein Tag wie kein anderer (Shavua ve Yom)
Yoram Hattab – Namal baiyt
Benny Avni – Lehatzil et Neta
Tamer Nafar – Junction 48
 2017 
Lior Ashkenazi – Foxtrot – Der Tanz des Schicksals (Foxtrot)
Asher Lax – Scaffolding (Pigumim)
Ran Danker – Mutalim Besafek
Shai Avivi – Longing (Ga'agua)
Tzahi Grad – The Cousin
 2018 
Neve Zur – Pere Atzil – Noble Savage
Gal Toren – Das Mädchen mit den roten Haaren (Para Aduma)
Nevo Kimchi – Laces
Vlad Dubinsky – Here and Now
Yoram Toledano – Hed
 2019 
Eran Naim – Love Trilogy: Chained
Moshe Folkenflick – Redemption (Geula)
Shuli Rand – The Unorthodox
Tom Mercier – Synonymes
Yehuda Nahari Halevi – Incitement

### 2020–
2020
Shai Avivi – Here We Are
Yussuf Abu-Warda – The Dead of Jaffa (Hametim shel yafo)
Shlomo Bar-Aba – Sheifa lehaim
Meir Gerner – Africa
Shadi Mar'i – HaLayla Hazé